# Dionisio Pérez-Jácome Friscione
Dionisio Arturo Pérez-Jácome Friscione (Xalapa, Veracruz; 23 de mayo de 1967) es un economista mexicano que fue secretario de Comunicaciones y Transportes de México en el gabinete de Felipe Calderón del 7 de enero de 2011 al 30 de noviembre de 2012.
Pérez-Jácome Friscione es licenciado en Economía, con maestría en Dirección Internacional egresado del Instituto Tecnológico Autónomo de México, e hizo una maestría en Políticas Públicas en la Escuela John F. Kennedy de la Universidad de Harvard.
Pérez-Jácome Friscione fue coordinador de asesores de la Oficina de la Presidencia de la República y se desempeñó entre 2008 y 2011 como Subsecretario de Egresos de la Secretaría de Hacienda y Crédito Público.
Entre 1997 y 2005, Dionisio Arturo Pérez-Jácome Friscione se desempeñó en diversos cargos en el sector energético, como Presidente de la Comisión Reguladora de Energía, Director Ejecutivo del Comité Directivo Estatal para la Capitalización de las Empresas Petroquímicas no Básicas y Jefe de la Unidad de Promoción de Inversiones de la Secretaría de Energía de México. Asimismo, en 1992, participó en las negociaciones del Tratado de Libre Comercio de América del Norte como Consejero Agropecuario y Forestal de México en Canadá.
Fue Embajador de México en Canadá desde el 22 de junio de 2017 hasta el 30 de noviembre de 2018. También se desempeñó como representante de México ante la Organización para la Cooperación y el Desarrollo Económico (OCDE) de abril de 2013 a abril de 2017.
En el sector privado, ha sido consultor en política pública en despachos especializados tales como: Mercer Management Consulting, McKinsey & Company (summer associate) y Consultores en Decisiones Gubernamentales (CDG).